# 金華火神廟
金華火神廟位於四川省遂寧市射洪縣，文物遺址年代判定為清。2012年7月16日公佈為第八批四川省文物保護單位。
金華火神廟位於四川省遂寧市射洪縣金華鎮金華村。始建於中唐時期，清同治六年（1867）捐資重修。坐北朝南，占地面積約2200平方公尺。該廟四合院佈局，北為火神殿，南有戲樓，戲樓為較罕見的單簷歇山卷棚式頂。戲樓南保存有一段風火牆，長9.4公尺、高6公尺。金華火神廟對於研究中國古代宗教建築具有重要的價值。第三次文物普查新發現。